# Cesar Souza
Cesar Antonio de Souza (Rio do Sul, 8 de novembro de 1957) é um político e apresentador de televisão brasileiro filiado ao Partido Social Democrático (PSD).
É pai do ex-prefeito de Florianópolis César Souza Júnior.

## Carreira
Foi deputado à Assembleia Legislativa de Santa Catarina na 11ª legislatura (1987 — 1991), na 13ª legislatura (1995 — 1999), na 14ª legislatura (1999 — 2003) e na 15ª legislatura (2003 — 2007). 
Foi deputado federal por Santa Catarina na 49ª legislatura (1991 — 1995). 
Em 5 de outubro de 2014 foi eleito deputado federal para a 55ª legislatura (2015 — 2019). Assumiu em 1 de fevereiro de 2015, porém deixou o cargo para tornar-se titular da Secretaria Executiva de Assuntos Estratégicos do governo Raimundo Colombo, assumindo em 27 de outubro de 2015.
Votou a favor do Processo de impeachment de Dilma Rousseff. Em agosto de 2017 votou contra o processo em que se pedia abertura de investigação do presidente Michel Temer, ajudando a arquivar a denúncia do Ministério Público Federal.